# Township (Stati Uniti d'America)

Gerarchia nel sistema di numerazione nel Public Land Survey System (PLSS).

Una township, negli Stati Uniti d'America, è una piccola area geografica amministrativa la cui ampiezza può andare da un minimo di poco più di 15 km² a poco più di 140 km², ma normalmente è di circa 93 km².

## Classificazione
- Survey township, un semplice riferimento geografico usato per definire luoghi di proprietà per deed (Atti) e cessioni come controllate e mappate dal General Land Office. Una Survey Township è nominalmente un quadrato di 6 miglia (9,7 km) di lato, corrispondenti a 36 miglia quadre (23 000 acri).
- Civil township, unità locale di governo, cui si assegna normalmente un nome seguito dall'abbreviazione Twp.
- Charter township, simile ad una Civil Township, che si trova però solo nello stato del Michigan. Sotto certe condizioni una Charter Township è il più delle volte esente da annessioni alle comunità ad essa contigue ed ha ulteriori diritti e responsabilità rispetto alle altre comunità locali.

### Survey Township

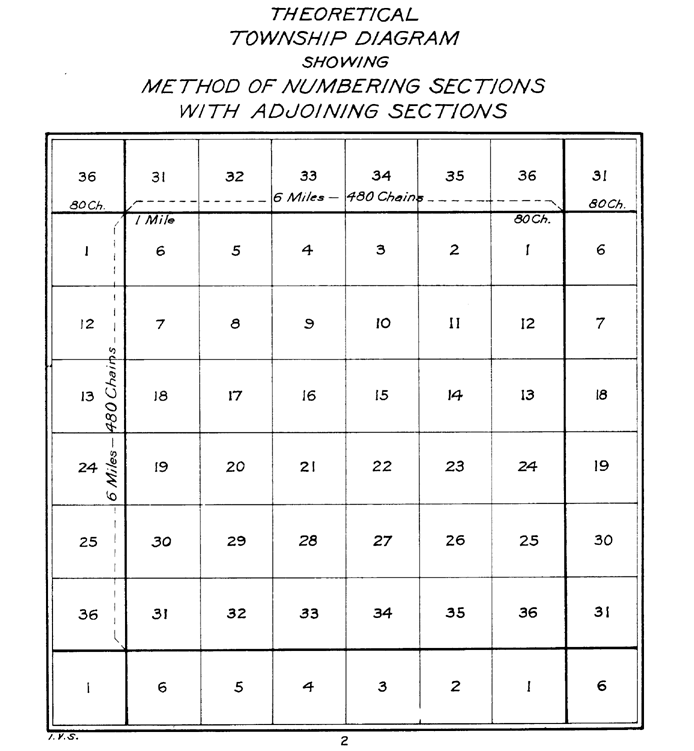
Figura 2. Diagramma di survey township.

Una Survey Township viene in genere individuata da un numero assegnato dal Public Land Survey System (PLSS) e vi si riferisce, ad esempio con una indicazione del tipo Township 2 North Range 3 East. Le Survey Township erano originalmente controllate e mappate dal US General Land Office con l'impiego di personale privato e sono segnate sulle carte dello United States Geological Survey.
Le Survey Township sono quadrati di 6 miglia (9,7 km) di lato, con i confini orientati ai punti cardinali corrispondenti a meridiani e paralleli, contenenti 36 sezioni di un miglio quadrato cadauna. La maggior parte delle linee estreme a nord e ad ovest di ogni Township sono riportate in modo da riprendere la convergenza dei bordi est ed ovest e recuperare gli errori commessi per questo motivo nell'effettuare le misurazioni, quindi queste sezioni variano leggermente in superficie rispetto al miglio quadro.

### Civil Township
Si tratta di un'unità di governo locale di applicazione in origine rurale. Sono divisioni geografiche di una contea. Esse sono individuate da un proprio nome. Le responsabilità e le forme di governo delle contee sono definite dalle leggi di ogni singolo stato. La forma più comune di governo di una Civil Township ha un Consiglio eletto di garanti o supervisori. Eventuali ulteriori funzionari possono anch'essi essere eletti. Le funzioni principali sono quelle tipo manutenzione delle strade, raccolta dei rifiuti e pianificazione del territorio. Molte Civil Township in Ohio, Michigan, New Jersey e Pennsylvania provvedono i servizi di polizia e quelli di intervento antincendio (Vigili del Fuoco), simili a quelli di un normale comune.
Nella maggior parte degli stati del Midwest spesso una Civil Township corrisponde ad una singola Survey Township, ma in molti casi, specialmente nelle zone meno popolate, una Civil Township può essere costituita da più Survey Township. Nelle zone ove vi sono strutture naturali come rive di laghi o lunghi fiumi, i confini delle Civil Township possono seguire queste ultime anziché quelli delle Survey Township. Comunità locali, come ad esempio le città, possono incorporare od annettere parti una Township, che sono quindi automaticamente sottratte al governo di quest'ultima. In un solo stato, l'Indiana, le Civil Township occupano tutta l'area dello stato e il loro governo si estende a tutta la popolazione.
In altri stati alcuni tipi di comunità, come ad esempio i villaggi, fanno parte di una Civil Township, ma non le città. Via via che un'area urbana si espande una Civil Township può scomparire del tutto, come ad esempio la Mill Creek Township, nella Contea di Hamilton in Ohio. In altre aree urbane in espansione, una Civil Township può incorporare sé stessa in una città: è il caso di numerose città delle contee di Hannepin, Anoka e Washington nel Minnesota. Le città di Trotwood (1986, già Madison Township), Huber Heights, (1980, già Wayne Township) e Kettering, (1955, già Van Buren Township) nella Contea di Montgomery in Ohio sono altri esempi di Civil Township costituitesi in città.
La Pennsylvania e il New Jersey sono diversi: le Civil Township di questi stati non si basano sul sistema PLSS ma su quello più antico del Mates and bound. Una Civil Township del New Jersey si differenzia solo nel nome dalle altre comunità municipali: i suoi confini sono fissi, è un corpo amministrativo ed è libera di adottare altre forme di governo.
Utah e Nevada hanno zone denominate Township ma non si tratta delle normali Civil Township.

### Charter Township
Il Michigan ha creato le Charter Township come tipo separato di governo locale per avere una maggiore flessibilità nei servizi alle popolazioni urbane. In Michigan, come in altri stati con sistemi simili (anche se talvolta sotto nome diverso), una Township è una divisione amministrativa della contea, a sua volta divisione amministrativa dello stato. Contee e Township sono organi locali attraverso i quali le leggi dello stato vengono amministrate, adattate alle necessità locali per quanto lo permettono le leggi statali. Una Charter Township è una Township cui è stata riconosciuta una "carta", che le attribuisce certi diritti e responsabilità nel governo locale che stanno a mezzo fra quelli di una città (una giurisdizione semi-autonoma nel Michigan) e di un village, che è soggetto all'autorità della Township in cui si trova.
Una Charter Township può anche riorganizzarsi in una municipalità, come si può vedere nella Contea di Wayne nel Michigan ed altrove nell'Area Metropolitana di Detroit.

## Statistiche censuarie
Le Township sono considerate divisioni civili minori delle contee dall' United States Census Bureau ai fini statistici. Secondo tale ente, nel 2002 i governi di città (town) e di township erano 16.504 in 20 stati:
- Connecticut
- Illinois
- Indiana
- Kansas
- Maine

- Massachusetts
- Michigan
- Minnesota
- Missouri
- Nebraska

- New Hampshire
- New Jersey
- New York
- Dakota del Nord
- Ohio

- Pennsylvania
- Rhode Island
- Dakota del Sud
- Vermont
- Wisconsin

Questa categorizzazione comprende unità amministrative ufficialmente definite come città (towns) negli stati della Nuova Inghilterra, New York e Wisconsin, alcune entità intermedie fra città e township (plantation) nel Maine e alcune località del New Hampshire. Nel Minnesota i termini "town" (città) e township sono utilizzati indifferentemente per quanto riguarda il governo delle township (cioè una township può anche essere indivicata come "town", ma non viceversa).
Sebbene le città nei sei stati della Nuova Inghilterra ed in quello di New York e le township nel New Jersey e nella Pennsylvania siano legalmente denominate società municipali, svolgano funzioni tipiche dei municipi e frequentemente servano aree urbane densamente popolate, esse non sono necessariamente connesse alla concentrazione demografica e ai fini di statistica censuaria vengono considerate organizzazioni di tipo città o township. Anche negli stati oltre la Nuova Inghilterra le township forniscono servizi in aree urbanizzate tipicamente svolti da municipalità costituite. La cifra di 16.504 organizzazioni non comprende le aree delle township non costituite (dove cioè la township può esistere ma solo nominalmente, priva quindi di organi di amministrazione) o dove le township si co-estendono a città e le città hanno assorbito le relative funzioni. Essa non comprende poi le township dello Iowa, che non hanno propria amministrazione, ma sono classificate come agenzie subordinate all'amministrazione della contea.
Di quelle 16.504 città o township, solo 1.179 (7.1%) avevano nel 2000 almeno 10 000 abitanti ed il 52,4% avevano meno di 1 000 abitanti. V'è stato un declino nel numero delle amministrazioni di città o di township, da 16.629 nel 1997 a 16.504 nel 2002, che è quasi completamente concentrato nel Midwest.

## Utilizzo per Stato
Poiché l'amministrazione di una township varia da stato a stato, anche la presenza di questa forma di amministrazione locale varia da stato a stato. Usano una forma di township:
- Indiana, Kansas, Michigan, Missouri, Minnesota, New Jersey, Dakota del Nord, Ohio, Pennsylvania, Dakota del Sud e Wisconsin (in Wisconsin conosciute come città).
- parti di Illinois e Nebraska, ove talvolta assumono il significato di distretto: due casi dell'uso di questa terminologia si trovano nelle contee di Edwards e Wabash, nell'Illinois
- Nuova Inghilterra, gli stati di questa regione hanno un concetto simile di amministrazione locale, ma combinano le forme di amministrazione municipale e di area nella "città della Nuova Inghilterra" (New England town). Questi stati sono: Connecticut, Maine, Massachusetts, New Hampshire, Rhode Island e Vermont. New York ha anche townships costituite in città e così denominate, sebbene esse abbiano meno poteri delle città vere e proprie della Nuova Inghilterra.
- Alcuni stati usavano prima amministrazioni di tipo township oppure ne conservano solo formalmente il nome. Questi comprendono Arkansas, California, Iowa, Nevada, Carolina del Nord, Oklahoma, Carolina del Sud e Washington.